# Henri Léon Lebesgue
|  | Per a altres significats, vegeu «Lebesgue». |

Henri-Léon Lebesgue (Beauvais, 28 de juny de 1875 - París, 26 de juliol de 1941) va ser un matemàtic francès conegut sobretot per la seva aportació a la teoria del càlcul integral. Va fer els seus estudis a l'Escola Normal Superior del carrer Ulm de París. Va exercir de professor als liceus de Nancy i Rennes. Es va fer conèixer el 1901 per la seva teoria de la mesura (funcions mesurables) que perllonga la teoria elaborada per Émile Borel, un dels seus professors i més tard amic. Henri Léon Lebesgue va revolucionar el càlcul integral, la seva teoria de la integració (1902-1904) resulta molt fàcil d'emprar i respon a les necessitats de la física, ja que permet de recercar i provar l'existència de primitives per les funcions « irregulars » i recupera diferents teories anteriors com són les de Riemann, Darboux i Stieltjes.

## Obres
- Leçons sur l'intégration et la recherche des fonctions primitives (2ª ed. 1928), ed. Gauthier-Villars, Paris
- Leçons sur les séries trigonométriques (1906), ed. Gauthier-Villars, Paris
- Sur la mesure des grandeurs (1915), ed. A. Kundig, Genève
- Les Coniques (1942, posth.), ed. Gauthier-Villars, Paris
- Gauthier-Villars Leçons sur les constructions géométriques 1950, pòstum a partir dels apunts de Mlle Lucienne Félix Paris
- Les Lendemains de l'intégrale. Lettres à Émile Borel, (2004), ed Vuibert, Paris.

## Articles originals publicats per Lebesgue

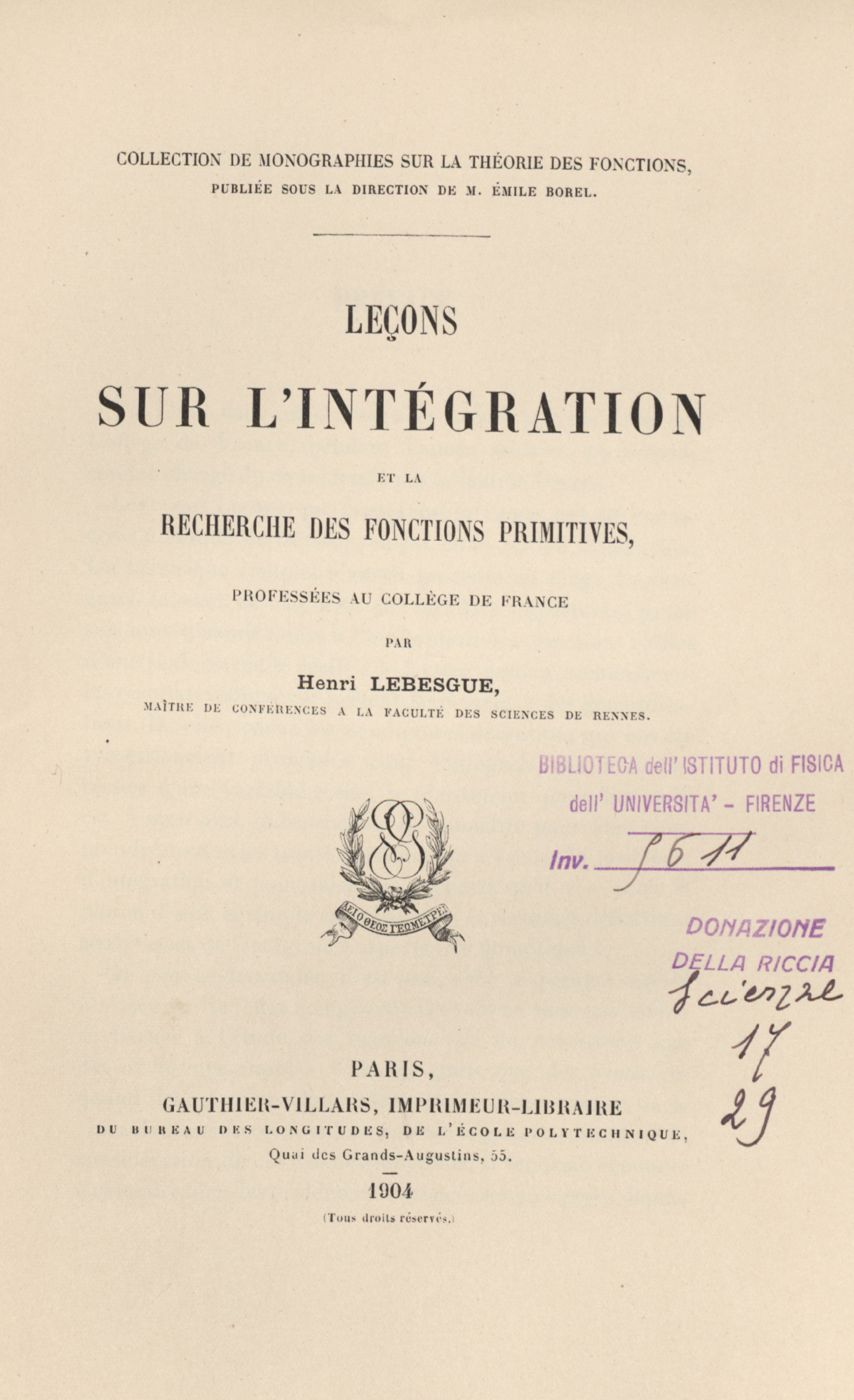
Leçons sur l'integration et la recherche des fonctions primitives, 1904

- Sur le problème des aires 1, 1903
- Sur les séries trigonométriques, 1903
- Une propriété caractéristique des fonctions de classe 1, 1904
- Sur le problème des aires 2, 1905
- Contribution à l'étude des correspondances de M. Zermelo, 1907
- Sur la méthode de M. Goursat pour la résolution de l'équation de Fredholm, 1908
- Sur les intégrales singulières, 1909
- Remarques sur un énoncé dû à Stieltjes et concernant les intégrales singulières, 1909
- Sur l'intégration des fonctions discontinues, 1910
- Sur la représentation trigonométrique approchée des fonctions satisfaisant à une condition de Lipschitz, 1910
- Sur un théorème de M. Volterra, 1912
- Sur certaines démonstrations d'existence., 1917
- Remarques sur les théories de la mesure et de l'intégration., 1918
- Sur une définition due à M. Borel (lettre à M. le Directeur des Annales Scientifiques de l'École Normale Supérieure), 1920
- Exposé géométrique d'un mémoire de Cayley sur les polygones de Poncelet, 1921
- Sur les diamètres rectilignes des courbes algébriques planes, 1921
- Sur la théorie de la résiduation de Sylvester, 1922
- Remarques sur les deux premières démonstrations du théorème d'Euler relatif aux polyèdres, 1924
- Démonstration du théorème fondamental de la théorie projective des coniques faite à l'aide des droites focales de M. P. Robert, 1935